# Drypetes aylmeri
Drypetes aylmeri là một loài thực vật có hoa trong họ Putranjivaceae. Loài này được Hutch. & Dalziel mô tả khoa học đầu tiên năm 1928.